# Qatar Ladies Open
El Torneig de Doha, oficialment conegut com a Qatar Ladies Open, és un torneig professional de tennis que es disputa sobre pista dura. Actualment pertany a la categoria Premier Tournaments del circuit WTA femení i se celebra al Khalifa International Tennis and Squash Complex de Doha, Qatar.
El torneig es va crear l'any 2001 en la categoria Tier III i progressivament va anar incrementant el premi metàl·lic i paral·lelament de categoria. Les edicions de 2009 i 2010 no es van disputar perquè la ciutat va albergar el WTA Tour Championships.

## Palmarès

### Individual femení
| Any  | Campiona               | Finalista           | Resultat         | Categoria |
| ---- | ---------------------- | ------------------- | ---------------- | --------- |
| 2025 | Amanda Anisimova       | Jeļena Ostapenko    | 6−4, 6−3         | WTA 1000  |
| 2024 | Iga Świątek (3)        | Ielena Ribàkina     | 7−6(8), 6−2      | WTA 1000  |
| 2023 | Iga Świątek            | Jessica Pegula      | 6−3, 6−0         | WTA 500   |
| 2022 | Iga Świątek            | Anett Kontaveit     | 6−2, 6−0         | WTA 1000  |
| 2021 | Petra Kvitová (2)      | Garbiñe Muguruza    | 6−2, 6−1         | WTA 500   |
| 2020 | Arina Sabalenka        | Petra Kvitová       | 6−3, 6−3         | Premier 5 |
| 2019 | Elise Mertens          | Simona Halep        | 3−6, 6−4, 6−3    | Premier   |
| 2018 | Petra Kvitová          | Garbiñe Muguruza    | 3−6, 6−3, 6−4    | Premier 5 |
| 2017 | Karolína Plísková      | Caroline Wozniacki  | 6−3, 6−4         | Premier   |
| 2016 | Carla Suárez Navarro   | Jeļena Ostapenko    | 1−6, 6−4, 6−4    | Premier 5 |
| 2015 | Lucie Šafářová         | Viktória Azàrenka   | 6−4, 6−3         | Premier   |
| 2014 | Simona Halep           | Angelique Kerber    | 6−2, 6−3         | Premier 5 |
| 2013 | Viktória Azàrenka (2)  | Serena Williams     | 7−6(6), 2−6, 6−3 | Premier 5 |
| 2012 | Viktória Azàrenka      | Samantha Stosur     | 6−1, 6−2         | Premier 5 |
| 2011 | Vera Zvonariova        | Caroline Wozniacki  | 6−4, 6−4         | Premier   |
| 2010 | No celebrat            | No celebrat         | No celebrat      |           |
| 2009 | No celebrat            | No celebrat         | No celebrat      |           |
| 2008 | Maria Xaràpova (2)     | Vera Zvonariova     | 6−1, 2−6, 6−0    | Tier I    |
| 2007 | Justine Henin          | Svetlana Kuznetsova | 6−4, 6−2         | Tier II   |
| 2006 | Nàdia Petrova          | Amélie Mauresmo     | 6−3, 7−5         | Tier II   |
| 2005 | Maria Xaràpova         | Alicia Molik        | 4−6, 6−1, 6−4    | Tier II   |
| 2004 | Anastassia Mískina (2) | Svetlana Kuznetsova | 4−6, 6−4, 6−4    | Tier II   |
| 2003 | Anastassia Mískina     | Elena Likhovtseva   | 6−3, 6−1         | Tier III  |
| 2002 | Monica Seles           | Tamarine Tanasugarn | 7−6(6), 6−3      | Tier III  |
| 2001 | Martina Hingis         | Sandrine Testud     | 6−3, 6−2         | Tier III  |

### Dobles femenins
| Any  | Campiones                                | Finalistes                                 | Resultat            | Categoria |
| ---- | ---------------------------------------- | ------------------------------------------ | ------------------- | --------- |
| 2025 | Sara Errani Jasmine Paolini              | Jiang Xinyu Wu Fang-hsien                  | 7−5, 7−6(10)        | WTA 1000  |
| 2024 | Demi Schuurs Luisa Stefani               | Caroline Dolehide Desirae Krawczyk         | 6−4, 6−2            | WTA 1000  |
| 2023 | Coco Gauff Jessica Pegula (2)            | Liudmila Kitxenok Jeļena Ostapenko         | 6−4, 2−6, [10−7]    | WTA 500   |
| 2022 | Coco Gauff Jessica Pegula                | Veronika Kudermétova Elise Mertens         | 3−6, 7−5, [10−5]    | WTA 1000  |
| 2021 | Nicole Melichar Demi Schuurs             | Monica Niculescu Jeļena Ostapenko          | 6−2, 2−6, [10−8]    | WTA 500   |
| 2020 | Hsieh Su-wei Barbora Strýcová            | Gabriela Dabrowski Jeļena Ostapenko        | 6−2, 5−7, [10−2]    | Premier 5 |
| 2019 | Chan Hao-ching Latisha Chan (2)          | Anna-Lena Grönefeld Demi Schuurs           | 6−1, 3−6, [10−6]    | Premier   |
| 2018 | Gabriela Dabrowski Jeļena Ostapenko      | Andreja Klepač María José Martínez Sánchez | 6−3, 6−3            | Premier 5 |
| 2017 | Abigail Spears Katarina Srebotnik        | Olga Savchuk Iaroslava Xvédova             | 6−3, 7−6(4)         | Premier   |
| 2016 | Chan Hao-ching Chan Yung-jan             | Sara Errani Carla Suárez Navarro           | 6−3, 6−3            | Premier 5 |
| 2015 | Raquel Kops-Jones Abigail Spears         | Hsieh Su-Wei Sania Mirza                   | 6−4, 6−4            | Premier   |
| 2014 | Hsieh Su-wei Peng Shuai                  | Květa Peschke Katarina Srebotnik           | 6−4, 6−3            | Premier 5 |
| 2013 | Sara Errani Roberta Vinci                | Nàdia Petrova Katarina Srebotnik           | 2−6, 6−3, [10−6]    | Premier 5 |
| 2012 | Liezel Huber Lisa Raymond                | Raquel Kops-Jones Abigail Spears           | 6−3, 6−1            | Premier 5 |
| 2011 | Květa Peschke Katarina Srebotnik         | Liezel Huber Nàdia Petrova                 | 7−5, 6−7(2), [10−8] | Premier   |
| 2010 | No celebrat                              | No celebrat                                | No celebrat         |           |
| 2009 | No celebrat                              | No celebrat                                | No celebrat         |           |
| 2008 | Květa Peschke Rennae Stubbs              | Cara Black Liezel Huber                    | 6−1, 5−7, [10−7]    | Tier I    |
| 2007 | Martina Hingis Maria Kirilenko           | Ágnes Szávay Vladimíra Uhlířová            | 6−1, 6−1            | Tier II   |
| 2006 | Daniela Hantuchová Ai Sugiyama           | Li Ting Sun Tiantian                       | 6−4, 6−4            | Tier II   |
| 2005 | Francesca Schiavone Alicia Molik         | Cara Black Liezel Huber                    | 6−3, 6−4            | Tier II   |
| 2004 | Svetlana Kuznetsova Elena Likhovtseva    | Janette Husárová Conchita Martínez         | 7−6, 6−2            | Tier II   |
| 2003 | Janet Lee Wynne Prakusya                 | María Vento-Kabchi Angelique Widjaja       | 6−1, 6−3            | Tier III  |
| 2002 | Janette Husárová Arantxa Sánchez Vicario | Alexandra Fusai Caroline Vis               | 6−3, 6−3            | Tier III  |
| 2001 | Sandrine Testud Roberta Vinci            | Kristie Boogert Miriam Oremans             | 7−5, 7−6            | Tier III  |